# オテル・ド・摩耶

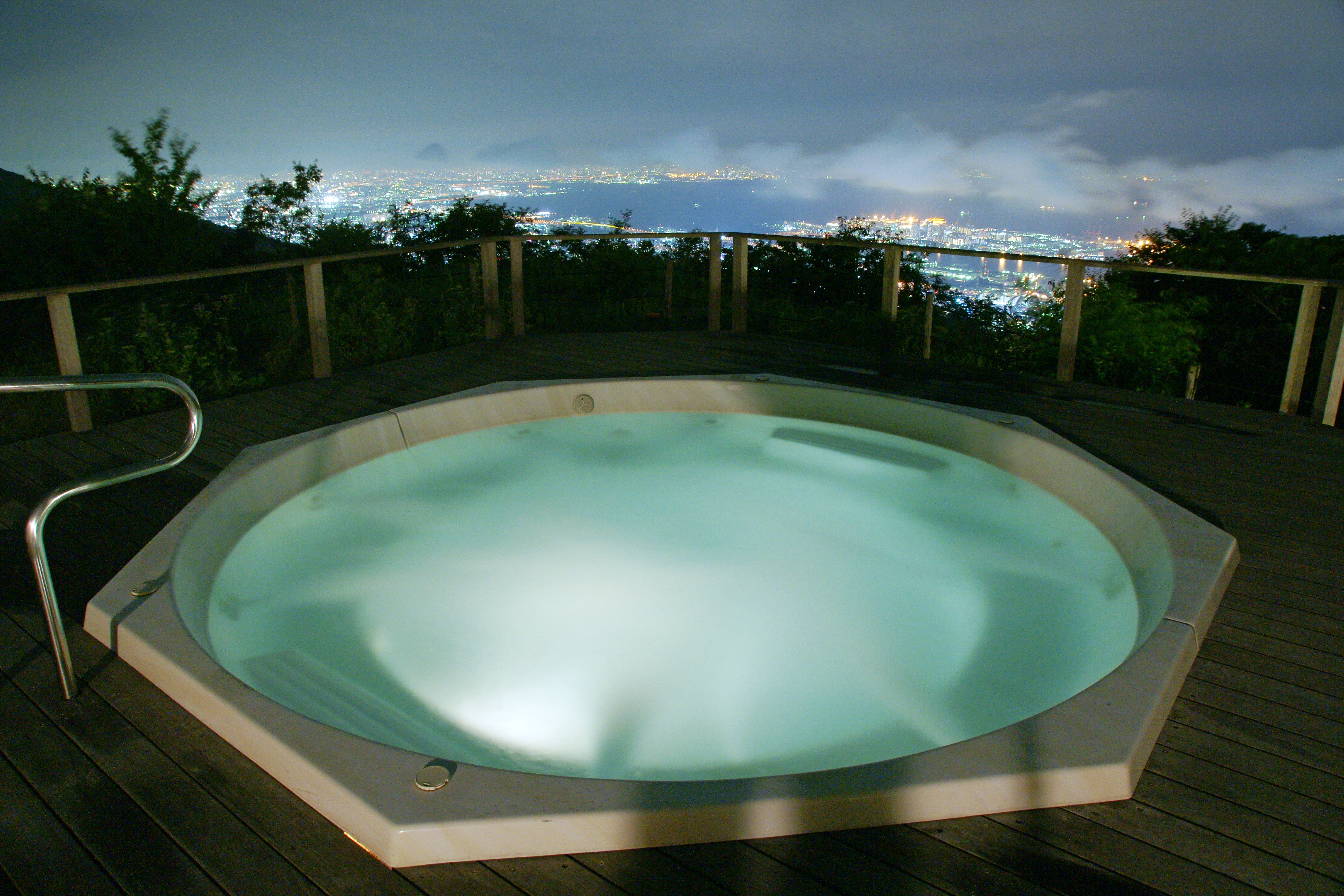
神戸港を望むジャグジー

オテル・ド・摩耶（オテル・ド・まや）は、兵庫県神戸市灘区の摩耶山上のオーベルジュスタイルの国民宿舎。2021年3月31日をもって営業を終えた。

## 概要
摩耶ロッジ（神戸市立国民宿舎神戸摩耶ロッジ）は1970年4月に開業した。なお、同地にはもともと神戸市電弘済会が1954年7月に開業した「ホテル奥摩耶山荘」があったが、1968年11月に営業を休止し建物は撤去されていた。
摩耶ロッジは1995年の阪神・淡路大震災で被災し損壊したため一時休館した。2000年1月の六甲摩耶活性化研究会の報告に基づいた観光施設として日本で最初のPFI法事業として全面改築し、2001年7月にグランドオープンした。客室はバストイレ付きツインの洋室を中心とし、さらに水着着用で露天ジャグジーとサウナを利用できるオーベルジュスタイルとした。
掬星台・摩耶自然観察園・六甲山牧場などが近所にあり、さらに足を伸ばし再度山ドライブウェイを使えば再度公園・ヴィーナスブリッジ・神戸などの周辺観光地にも近く便利である。摩耶山の尾根上にあり大阪方面の眺望が望めるが、少し山に遮られる格好になるためダイナミックな形での眺望はできない。
2008年7月に神戸北野の北野工房のまちにレストラン ドルチェの専門店「Pasticceria オテル・ド・摩耶 北野工房店」がオープンした。懐かしのしっかりプリン「オテル・ド・摩耶プリン ブディーノ」などの生菓子や焼菓子を販売。
2021年2月の神戸市議会で国民宿舎の設置条例廃止議案が可決されたことで国民宿舎としての存続はなくなった。ホテル誘致なども進められたが、PFIの事業期間の満了となり、2021年3月31日をもって営業を終えることになった。
2022年8月時点も建物はそのままとなっており、敷地内を六甲全山縦走路が通っているため玄関前にも立ち入り可能である。

## 館内設備
- レストラン（エルベッタ（イタリア料理））
- 会議室
- 大浴場
- サウナ
- 露天風呂

## 交通アクセス
- 三ノ宮駅、六甲道駅、六甲駅より神戸市バス18系統。六甲道駅から神戸市バス18系統・摩耶ケーブル・摩耶ロープウェーを経て摩耶山頂から徒歩7分。王子公園駅から摩耶ケーブル下駅まで徒歩20分。
- 2022年8月時点も、敷地の入口前に六甲摩耶スカイシャトルバスの「摩耶ロッジ前」バス停が存在している。